# Erie (Pensilvania)
Erie (pronunciado [ˈɪəri]) es una ciudad industrial situada en la orilla del lago Erie, en la esquina noroeste del estado de Pensilvania, en los Estados Unidos. Su nombre procede del propio lago y de la tribu nativa que habitaba esta parte del país. Es la cuarta ciudad más poblada del estado, con 93 928 habitantes. El área metropolitana de Erie tiene más de 266 096 residentes. Es la sede del condado de Erie.

## Historia
Las Seis Naciones de la Confederación Iroquesa y la Nación Seneca ocuparon durante siglos las tierras ahora conocidas como Erie. Los franceses construyeron el fuerte Presque Isle en 1753, una guarnición para luchar contra los ingleses. El término presque isle significa península en francés (literalmente casi una isla), y se refiere al trozo de tierra justo dentro del lago Erie hoy conocida como Presque Isle State Park. cuando el fuerte fue abandonado por los franceses en 1760, significó el abandonar su último refugio al oeste del Niágara: Los ingleses lo ocuparon ese mismo año, tres años antes del final de la Guerra de los siete años en 1763.
En la actualidad Erie estaría situado en un disputado triángulo de tierra que ha sido históricamente reclamada por los estados de Nueva York, Pensilvania, Connecticut y Massachusetts. Forma parte de Pensilvania oficialmente desde el 3 de marzo de 1792, después de que el resto de estados dejaran de reclamar sus derechos, vendiéndose el terreno al estado por 151.640,25 dólares, a 75 centavos el acre. Los Iroqueses dejaron la tierra al estado de Pensilvania en enero de 1789, tras el cobro de 2.000 dólares por parte del estado y otros 1.200 del estado federal. Los senecas reclamaron al gobierno la suma de 800 dólares.
Para mantener el control sobre los británicos durante la Guerra anglo-estadounidense de 1812, el presidente James Madison ordenó la construcción de una flota naval en Erie. Los destacados constructores de barcos Daniel Dobbins de Erie y Noah Brown de New York lideraron la construcción de cuatro goletas con cañones y dos bergantines. el Comodoro Oliver Hazard Perry llegó de Rhode Island y lideró al escuadrón en el éxito de la histórica Batalla del Lago Erie.
El 3 de agosto de 1915, el arroyo Mill se desbordó, inundando el centro de la ciudad de Erie cuando una obra de drenaje, bloqueada por escombros cedió a la presión del agua.
Un embalse de una altura de cuatro pisos se formó a causa de las lluvias torrenciales. La muralla de agua causó la muerte de doce personas. Tras las inundaciones, el alcalde Miles B. Kitts decidió que el arroyo debía ser desviado por una tubería de modo que pasara por debajo de la ciudad y fuera a parar directamente al lago, para evitar que se repitiera la historia.

## Geografía y geología
Erie está situada en las coordenadas 42°6′52″N 80°4′34″O / 42.11444, -80.07611 (42.114507, -80.076213), justo entre Cleveland (Ohio), Buffalo (Nueva York) y Pittsburgh (Pensilvania) en la orilla sur del lago Erie. El estrato de roca de Erie está compuesto por pizarra devónica y roca sedimentaria sobre sedimentos de glaciares.
De acuerdo con la Oficina del Censo de los Estados Unidos, la ciudad tiene un área total de 73 km², con 57 km² de tierra y el resto de agua.

## Clima

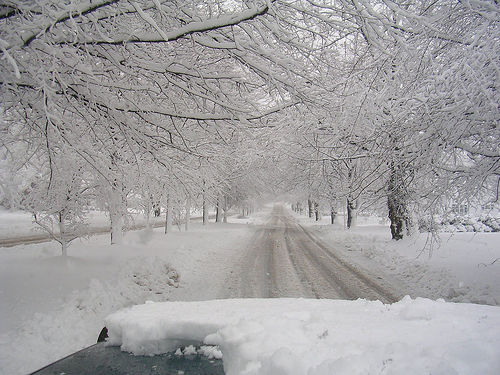
Nieve en abril

El clima de Erie es el típico de los Grandes Lagos. Está situada en el denominado snow belt (cinturón de nieve) que discurre entre Cleveland, en Ohio y Siracusa, en el estado de Nueva York. Por consiguiente, los inviernos son típicamente fríos, produciéndose heladas por efecto de la nieve sobre los lagos. Los veranos suelen ser húmedos y cálidos. En la clasificación climática de Köppen, Erie se encuentra en una zona de clima continental con veranos húmedos y calurosos. La ciudad experimenta al cabo del año todo tipo de fenómenos meteorológicos, incluidas la nieve, el hielo, la lluvia, las tormentas, los tornados y la niebla.
En 2007 fue la decimotercera ciudad más nevada del país, con una media de 220 centímetros.
| Parámetros climáticos promedio de Erie (Erie International Airport), normales 1991–2020, extremos 1873–presente | Parámetros climáticos promedio de Erie (Erie International Airport), normales 1991–2020, extremos 1873–presente | Parámetros climáticos promedio de Erie (Erie International Airport), normales 1991–2020, extremos 1873–presente | Parámetros climáticos promedio de Erie (Erie International Airport), normales 1991–2020, extremos 1873–presente | Parámetros climáticos promedio de Erie (Erie International Airport), normales 1991–2020, extremos 1873–presente | Parámetros climáticos promedio de Erie (Erie International Airport), normales 1991–2020, extremos 1873–presente | Parámetros climáticos promedio de Erie (Erie International Airport), normales 1991–2020, extremos 1873–presente | Parámetros climáticos promedio de Erie (Erie International Airport), normales 1991–2020, extremos 1873–presente | Parámetros climáticos promedio de Erie (Erie International Airport), normales 1991–2020, extremos 1873–presente | Parámetros climáticos promedio de Erie (Erie International Airport), normales 1991–2020, extremos 1873–presente | Parámetros climáticos promedio de Erie (Erie International Airport), normales 1991–2020, extremos 1873–presente | Parámetros climáticos promedio de Erie (Erie International Airport), normales 1991–2020, extremos 1873–presente | Parámetros climáticos promedio de Erie (Erie International Airport), normales 1991–2020, extremos 1873–presente | Parámetros climáticos promedio de Erie (Erie International Airport), normales 1991–2020, extremos 1873–presente |
| Mes | Ene. | Feb. | Mar. | Abr. | May. | Jun. | Jul. | Ago. | Sep. | Oct. | Nov. | Dic. | Anual |
| --- | --- | --- | --- | --- | --- | --- | --- | --- | --- | --- | --- | --- | --- |
| Temp. máx. abs. (°C)                                                                                            | 22.8 | 25 | 27.8 | 31.7 | 32.8 | 37.8 | 37.2 | 35.6 | 37.2 | 31.7 | 27.8 | 23.9 | 37.8 |
| Temp. máx. media (°C)                                                                                           | 1.8 | 2.5 | 6.8 | 13.8 | 20.2 | 25.1 | 27.3 | 26.6 | 23.2 | 16.8 | 10.3 | 4.6 | 14.9 |
| Temp. media (°C)                                                                                                | -2.1 | -1.7 | 2.3 | 8.6 | 14.9 | 20.1 | 22.6 | 21.9 | 18.4 | 12.4 | 6.4 | 1.2 | 10.4 |
| Temp. mín. media (°C)                                                                                           | -5.9 | -5.9 | -2.3 | 3.3 | 9.6 | 15.2 | 17.9 | 17.3 | 13.7 | 7.9 | 2.6 | -2.2 | 5.9 |
| Temp. mín. abs. (°C)                                                                                            | -27.8 | -27.8 | -22.8 | -13.9 | -3.3 | 0 | 6.7 | 2.8 | 0.6 | -5 | -14.4 | -23.9 | -27.8 |
| Precipitación total (mm)                                                                                        | 86.6 | 64 | 78.2 | 88.1 | 88.9 | 94 | 84.6 | 85.1 | 109.7 | 111.3 | 95.3 | 105.9 | 1091.7 |
| Nevadas (cm) | 80.8 | 49.3 | 36.8 | 6.6 | 0 | 0 | 0 | 0 | 0 | 0.3 | 24.4 | 66.8 | 264.9 |
| Días de precipitaciones (≥ 0.01 in)                                                                             | 19.7 | 15.4 | 14.3 | 14.0 | 13.5 | 11.5 | 10.5 | 10.2 | 10.1 | 14.3 | 14.9 | 18.5 | 166.9 |
| Días de nevadas (≥ 0.1 in)                                                                                      | 16.3 | 12.3 | 7.8 | 2.3 | 0.0 | 0.0 | 0.0 | 0.0 | 0.0 | 0.2 | 4.8 | 11.5 | 55.2 |
| Humedad relativa (%)                                                                                            | 74.5 | 75.4 | 71.9 | 67.9 | 68.9 | 71.3 | 71.7 | 74.0 | 74.5 | 71.1 | 72.3 | 75.0 | 72.4 |
| Fuente: NOAA (humedad 1961–1990)                                                                                | | | | | | | | | | | | | |

## Deporte
Erie está representada en las menores ligas profesionales EE. UU.: 
- Los Erie SeaWolves (EL - béisbol) juegan en Jerry Uht Park
- Los Erie Explosion (CIFL - fútbol) juegan en el Erie Insurance Arena
- Los Erie Otters (OHL - hockey) juegan en la Erie Insurance Arena.

## Ciudades hermanadas
En junio de 2007, Erie tenía cuatro ciudades hermanadas:
- - Dungarvan, Irlanda
- - Lublin, Polonia
- - Tovar
- - Mérida, Yucatán, México
- - Zibo, China